# Мванза
Мванза (енгл. Mwanza) је град на северозападу Танзаније. Представља најјужнију луку језера Викторија. Главни је град истоименог региона. Има 378.327 становника према попису из 2002. Мванза је други град по величину у Танзанији, одмах после Дар ес Салама.
Налази се на 1140 m висине.

## Трговина, индустрија, саобраћај
Много се тргује преко језера са суседном Угандом и Кенијом. Потребно је истаћи да су економски значајни риболов, прерада меса, текстилна индустрија и творница сапуна. Мванза је железницом повезана са Додомом и Дар ес Саламом. Према југу Мванза је повезана прашњавим путевима са Шинјангом и Сингидом. Део цеста се постепено облаже асфалтом.

## Туризам и медицина
Од Мванзе постоји и пут до националног парка Серенгети и до Мусоме.
Мванза је културни центар највеће етничке групе у Танзанији Сукуме. Знаменитост вредан за погледати је Бизмаркова стена.
Током 1996. десила се велика трагедија, када се потопио брод на језеру Викторија. Стотине путника се удавило у језеру.
У Мванзи постоји Медицински институт као центар за тропска истраживања.

## Партнерски градови
- Тампере
- Арендал
- Вирцбург